# Харі Сінґх Дхіллон
Харі Сінґх Дхіллон (д/н — 1764) — 1-й магараджа Амрітсару і Лахору.

## Життєпис
Походив з джатського клану Дхіллон. Його батько належав до заміндарів. Народився ймовірно в селі Панджвар. Замолоду долучився до сикхських загонів, що боролися проти лахорського назима Закарія-хана. 1734 року під час формування таруна-дала («війська молодих») призначений джатедаром Капур Сінґхом його очільником. 1735 року сприяв перемозі останнього над могольськими військами в битві біля Лахору. 1739 року на чолі одного з загонів атакував перські війська Надир Шаха, що повертався з величезною здобиччю після індійського походу.
1746 року під час бойових дій проти лахорського назима Ях'я-хана загинув Бхума Сінґх, очільник джатха (військового загону), і стрийко Харі Сінґха. Останній після цього очолив цей місаль. 1747 року відзначився у захоплені Амрітсару, який перетворив на свою ставку. 1748 року погодився увійти до дал хальси (спільного війська громади). Натомість отримав місаль Бганґі (назва походить від вживання Харі Сінґхом бганґу).
Здійснював протягом 1750—1752 років постійні походи до Західного Пенджабу. 1753 року разом з іншими місальдарами протистояв наступу Адінбег-хана, фауджара Джаландхару. 1757 року вів боротьбу проти війська Ахмед-шаха Дуррані, але не зміг завадити тому захопити й сплюндрувати Амрітсар.
Швидко повернув місто після відходу афганців. Активно відновлював місто, зокрема храм Хармандир-Сахіб, спорудив ринок відомий тепер як Катра Харі Сінґх, почав будувати укріплення, відоме як форт Ґобіндгарх.
1761 року спільно з Чарат Сінґхом протистояв афганським назімам. 1763 року захопив афганську фортецю Касум, де зберігалися награбовані Ахмед-шахом скарби в Індії. Невдовзі зайняв Лахор, де прийняв титул магараджи. 1764 року захопив місто Мултан. Того ж року завдав поразки навабству Багавалпур, яке пограбував. Після цього, переправившись через річку Інд, він віддав зібрав данину з шейхів белуджів у районах Музаффаргарх, Дера Газі Хан і Дера Ісмаїл Хан. За цим виступив проти Алха Сінґха, місальдара Пхулкіан, що визнав зверхність Ахмед-шаха. В цій кампанії Харі Сінґх загинув. Йому спадкував син Джханда Сінґх.